# Stenandrium pilosulum
Stenandrium pilosulum là một loài thực vật có hoa trong họ Ô rô. Loài này được (S.F. Blake) T.F. Daniel miêu tả khoa học đầu tiên năm 1984.